# Gassin
Gassin  é uma comuna francesa na região administrativa da Provença-Alpes-Costa Azul, no departamento de Var. Estende-se por uma área de 24,74 km². Em 2010 a comuna tinha 2 640 habitantes (densidade: 106,7 hab./km²).
Pertence à rede das As mais belas aldeias de França.